# Дейна, Кароль
Ка́роль Де́йна (10 ноября 1911 в Борках Великих возле Тернополя — 15 апреля 2004, Лодзь) — польский языковед, славист.

## Биография
В 1930 г. закончил 2-ю гимназию имени Ю. Словацкого в Тернополе. Изучал польскую филологию в университете Яна Казимира во Львове, который закончил в 1935. До 1941 работал учителем в львовских средних школах. С 1945 стал работать в Лодзинском университете, сначала ассистентом, потом адъюнктом (в 1947 защитил диссертацию, в 1952 прошёл хабилитацию), заместителем профессора (1951—1954)и профессором (с 1954). С 1954 был экстраординарным профессором, с 1962 ординарным. В 1983 стал членом-корреспондентом ПАН, 1989 — действительным членом Академии. С 1993 член-корреспондент Польской академии знаний. В Лодзинском университете также занимал должности проректора (1956—1959), заместителя директора Института польской филологии (1970—1979), в 1988 г.получил звание доктора honoris causa.
С 1956 член Комитета языкознания ПАН, в течение долгих лет (с 1976) председатель Диалектологической комиссии. В 1985—1989 гг. был заместителем руководителя Отделения ПАН в Лодзи. Член Лодзинского научного общества, вице-президент и редактор издания «Rozprawy Komisji Językowej Łódzkiego Towarzystwa Naukowego». Был лауреатом ведомственных премий, премии города Лодзь (1982), научной премии Лодзьского научного общества (1985); кроме того, получил Командорский крест Ордена Возрождения Польши, медаль Комиссии народного образования и звание «Заслуженный учитель ПНР».
Умер в Лодзи и там похоронен на кладбище Долы.

## Научная работа
Занимался славянской диалектологией. Был автором более 100 научных работ, в том числе:
- Polsko-laskie pogranicze językowe na terenie Polski (1951—1952)
- Gwary ukraińskie Tarnopolszczyzny (1957)
- Atlas gwarowy województwa kieleckiego (1962—1968)
- Dialekty polskie (1973)
- Atlas polskich innowacji dialektalnych (1981)
- Atlas gwar polskich. Kwestionariusz — notatnik (1987)
- Słownik gwary czeskiej mieszkańców Kucowa (1990)
- Z zagadnień ewolucji oraz interferencji językowej (1991)